# Muzică hip-hop
Muzica hip hop este un gen evoluat din muzica pop. Este alcătuit din 2 componente: Rapping și DJing; împreună cu breakdance și graffiti și Beatbox/Beatboxing alcătuiesc cele 4 elemente ale culturii hip hop. Termenii rap și muzică rap sunt folosiți frecvent pentru a descrie muzica hip hop. KRS One, unul dintre promotorii genului are o piesa prin care aduce in atentia ascultatorilor faptul ca hip hop-ul este compus, de fapt, din 9 elemente, iar numele piesei este „9 Elements”. 
Inițiatorii hip hop-ului sunt considerați a fi Sugarhill Gang și Grandmaster Flash împreună cu Afrika Bambaataa neuitând și de Dj Cool Herc (cel care a descoperit efectul de „Scratch”) , aceștia făcând parte din generația old school a hip-hop-ului.
Primul videoclip al acestui gen muzical aparține Sugarhill Gang, pentru melodia „Rapper's Delight”.
Printre „clasicii” genului se mai numară și reprezentanții primului val new school, apărut la jumatatea anilor '80: Run DMC, KRS One, Rakim, Juice Crew, etc.
Pe plan internațional, acest gen de muzică este într-o continua creștere, însă cei familiarizați cu genul consideră perioada 1995-1996 „apogeul muzicii hip hop”.

## Istorie

### Origini
Originile rap-ului se regăsesc în muzica Africii Occidentale si in musica black din SUA.Vorbind de cultura initiala a rap-ului trebuie sa mentionam rolul important ce l-au avut Griot,un grup de cantareti din Africa,la fel si artisti ca The Last Poets,Jalal Mansur Nuriddin si Gil Scott-Heron nu pot lipsi,dat faptul ca discursurile lor poetice in piesele jazz evoluau continuu in anii '60.

### Old School rap (1970-1986)
Rap-ul Old school este considerat primul stil muzical hip hop lansat la block party-urile din NY de la sfarsitul anilor '70 si inceputul anilor '80.Aparitia sa a avut loc mai devreme,la inceputul anilor'70 datorita DJ-ilor ca Kool Herc si Grandmaster Flash ce creau melodii potrivite pentru
cei ce-si doreau sa-si puna versurile pe beat,MC-ii,rapperii de astazi.Epoca old school ia sfarsit cand albumul "Raising Hell" a celor de la Run DMC obtine un anumit succes ce provoaca inceputul unei noi decade Hip Hop numita "Varsta de aur"(Golden Age).

#### Originile Old School
Inceputul oficial al culturii Hip Hop e declarat la 12 noiembrie 1974.La inceputul anilor '70 multe statii de radio au inceput sa difuzeze muzica disco,cea ce a provocat o indignare in masa a comunitatii de culoare din SUA ce incepeau sa se obisnuiasca cu muzica ce rasuna la block party, soul,jazz,s.a..Primii DJ ce au inceput sa practice tehnica dub(prelungirea uni beat cu ajutorul mixerului si a platanului secundar cu aceeasi melodie) aveau succes mare.Unul din ei,DJ Kool Herc,din Jamaica,e considerat unul din primii fondatori ai Hip Hop-ului.Cu timpul utlizarea acestei tehnici a dus la crearea scratch-ului si a remix-ului.
Concomitent cu dezvoltarea Hip Hop-ului,asa-numitii performeri(MC) au inceput sa-si performeze textele ce le citeau in sintonie cu melodiile create de DJ.Astfel au aparut primii Master of Ceremonies,Emcee.The Herculoids,o trupa formata din Dj Kool Herc,Coce La Rock si Clark Kent,a fost prima trupa rap vestita,dar nu erau unicii,in toata SUA se formau trupe sau grupuri de mC,deseori formate din ex-membri a gang-urilor,ca in cazul de la Universal Zulu Nation,creata de Afrika Bambaataa(la momentul actual Zulu Nation e o enorma organizatie internationala ce promoveaza Hip Hop-ul din punct de vedere social).The Herculoids si alti artisti pionieri initial isi concentrau atentia asupra prezentarii proprii sau a unor oaspeti(o tehnica folosita chiar si in prezent - Shouting Out).Aceste trupe activau pe scena ore la rand,cu putina improvizare si un beat simplu 4/4,fiind insotiti doar de exclamatii folosite in momentele de reorganizare a ideilor(ex.:1-2-3 y'all,to the beat,y'all).
Succesiv,MC-ii si-au dezvoltat diferite variante de abordare ritmica si vocala,asumandu-si versuri scurte,deseori cu fundal sexual sau jignitor,tentand de a se evidentia si concomitent,de a distra publicul.Aceste prime versuri amintesc de Dozens,o trupa afroamericana mai veche.
In anii '70 breakdance-ul evolua la block party,unde asa-numitii b-boys si fly-girls dansau in fata publicului,fiecare grup incercand sa inventeze noi figuri si stiluri de dans.Un exemplu concret al acestei perioade este filmul documentar "Beat Street".

#### Dezvoltare si diversitate
In 1975-76 rap-ul s-a impartit in 2 curente cu atentia concentrata pe 2 diferite aspecte sociale.Pe de o parte era sursa de distractie atat pentru dansatori,cat si pentru amatorii de versuri mai amuzante;printre DJ-ii cu aceste calitati putem nomina pe Pete DJ Jones,Eddie Cheeba,DJ Hollywood si Love Bug Starski.Pe de alta parte rap-ul devenea un mod de exprimare in masa datorita sensului ce incepea sa patrunda in textele MC-ilor,ce cautau instrumentale tot mai complexe,de regula apeland la DJ Afrika Bambaataa, Paul Winley,Grandmaster Flash si Bobby Robinson.
Primul pas spre comercializarea Hip Hop-ului a fost facut in 1979 prin inregistrarea celor 2 piese ce sunt considerate si in prezent "Greatest of":"King Tim III(Personality Jock)" de Fatback Band si "Rapper's Delight" de Sugarhill Gang.Chiar daca nu au adus un contribut important culturii DJ-ilor,cel putin "Rapper's Delight" a intrat in Top 40 hit Billboard.Dupa lansarea altor piese ca "The Breaks" de Curtis Blow,"Funk you up" de The Sequence si diverse single ale lui Grandmaster Flash & The Furious Five("Freedom","The message"),rap-ul obtinea un succes tot mai mare pe plan national.In pofida acestui fapt,multi declarau ca acest stil va disparea odata cu popularitatea acelor cateva piese ce l-au adus la nivel comercial.
Odata cu aparitia primelor albume rap la sfarsitul anilor'70,toate elementele importante ale acestui nou curent muzical erau deja stabilite.Nefiind cunoscuta de marele public,aceasta muzica totusi se bucura de o mare popularitate in cadrul comunitatilor de culoare,nu doar in NY,acasa,ci si in alte orase mari din SUA,cum ar fi Los Angeles, Washington,Baltimore,Dallas,Kansas City, Miami, Seattle,St. Louis,New Orleans si Houston.Philadelphia pe atunci era considerata,alaturi de NY,unicul oras capabil sa deie un ajutor fundamental acestei culturi,dupa spusele multor critici muzicali.Cultura Hip Hop in Philadelphia era cunoscuta de prin 1975-76,primul album lansat aici a fost "Rhythm Talk" de Jocko Anderson in 1979.Mai devreme,"NY Times" a declarat orasul drept capitala mondiala a graffity-ului,in 1971,datorita artistilor legendari din Cornbread.Prima solista ce a inregistrat un album rap a fost Lady B.(To the beat,Y'all,1980),ce era DJ la o statie radio din Philadelphia.Mai tarziu,Schooly D a dat contributul sau enorm la crearea gangsta-rap-ului.
La inceputul anilor '80 a inceput diversificarea rap-ului,versurile continand multe metafore,temele abordate erau tot mai multe,textele fiind mai lungi,cereau si instrumentale pe masura,deci odata cu evolutia MC-ilor se dezvolta paralel si Turntablisme-ul.Unii rapperi erau adevarate staruri,chiar si pentru publicul ce cativa ani in urma nu atragea atentia la muzica rap.Kurtis Blow isi face aparitia intr-un spot publicitar la Sprite devenind oficial primul artist Hip Hop ce reprezinta un major comercial.Din aceeasi cauza mai tarziu Kurtis Blow a fost acuzat de tradare a cauzei si abandonarea originii Hip Hop prin vanzarea imaginii sale.
Evolutia Turntablisme-ului a fost dovedita la inceputul anilor '80 de Grandmaster Flash cu "The adventures on the wheels of steel" ce a fost considerat primul album pe care s-a folosit scratch-ul,inventat in 1977 de Grandwizard Theodore.La fel de important a fost "Planet rock" de Afrika Bambaataa,preferat de b-boy si fly-girls,si "Sucker MC's","Peter Piper" de Run DMC,piesa la care Jam Master Jay a aplicat cutting-ul.In 1982,Grandmaster Flash & The Furious Five au lansat un fel de mesaj rap,intiyulat "The message",piesa ce a fost primul exemplu de rap cu mesaj social.In 1984,Marley Marl a comis o eroare ce i-a permis mai taziu sa dezvolte noi stiluri ca electro-rap s.a..

### Golden Age (1986-1993)
Varsta de aur a rap-ului a inceput odata cu lansarea albumului "Raising Hell" de Run DMC,in 1986 si a durat pana la aparitia curentului G-funk,in 1993.Aceasta perioada tranzitiva a rap-ului a avut ca domiciliu NY,iar ca motivare a fost imbunatatirea tehnicii MC-ilor si mai ales a subiectelor abordate.In aceasta perioada Def Jam Recordings s-a evindentiat prin faptul ca era unaca casa de discuri independenta ce producea albume hip hop.

#### Stiluri noi
Un numar mare de noi stiluri si sub-stiluri a rap-ului au inceput sa apara cand hip hop-ul a inceput sa devina popular si se combinau piesele rap cu rock,techno,reggae. Intre timp,in 1985 a aparut prima trupa hip hop feminina,Salt-N-Pepa,ce au ajuns in top in anul de debut cu single-ul "The Showstoppa".

#### Rapcore
Colaborarea dintre Run DMC si Aerosmith la piesa "Walk this way" e un exemplu perfect de combinare a rap-ului cu rock-ul. Videoclipul acestei piese a fost primul video rap ce se bucura de mare popularitate pe MTV,in prezent fiind considerat un clasic.Versiunea rapcore a acestei piese a fost prima din muzica rap ce a atins Top 5 in Billboard Hot 100. 
In 1986, Beastie Boys lanseaza "Licensed to ill",se plaseaza direct in top pe primul loc cu albumul lor de debut inregistrat la Def Jam Recordings. Albumul era un mix de rap si rock,continea parti din piesele trupelor Black Sabbath,Slayer si Led Zeppelin. In 1989 trupa lanseaza "Paul's boutique", un album în care au fost aplicate toate experimentele lor muzicale,destul de creative si reusite, insotite de versuri pline de haz. Parti din piesele altora au fost modificate la extrem la acest album, astfel dovedit fiind faptul ca nu era limita la crearea melodiilor pe baze deja existente. Multe din tehnicile lor revolutionare au influențat beatmaker-ii si fanii alternative hip hop pentru multi ani.
Tot in 1989 De La Soul lanseaza "3 Feet high & rising",folosind aceeași tehnica beatmaking ca si Beastie Boys, fapt ce a garantat succesul albumului. Mesajele pozitive si textele hazlii ale trupei, impreuna cu melodiile alternative rap combinat cu jazz rap au transformat lucrarea lor intr-un exemplu ideal pentru albumele alternative rap ce au aparut in urmatorii ani.

#### Latin rap
Hip Hop-ul a fost mereu in contact cu comunitatea latino-americana din SUA,ceea ce a facilitat difusarea sa printre latinos.Primul DJ latino-american a fost DJ Disco Wiz.Albumul "Disco dreanms" lansat de The Mean Machine,ce contine versuri atat in engleza,cat si in spaniola,e considerat primul album latino Hip Hop,chiar daca Kid Frost,rapper latino din Los Angeles,este considerat cel mai important rapper latino.Rapperi ca Cypress Hill,Big Pun,Gerardo, Mellow Man Ace au promovat continuu latino rap in toata SUA.Deseori apareau si dezbateri la care se discuta,de exemplu,daca Gerardo merita sa fie considerat artist Hip Hop pe deplin sa u e doar pop,in timp ce in America Latina,in tari ca Brazilia,Puerto Rico,Cuba,Republica Dominicana,Mexico au inceput sa creeze o scena locala a Hip Hop-ului,ce in scurt timp a devenit destul de popular.In anii '87-'92 au aparut si diferite sub-stiluri ale rapului latin,cum ar fi reggaeton - un mix portorican de ragga,reggae si rap,si menderap - un mix intre merengue si rap dominican.

#### Electro rap
Dupa ce Run DMC au pus bazele la East Coast rap, Afrika Bambaataa a lansat electro rap-ul, piesa sa "Planet rock" fiind un exemplu demn de urmat atat pentru beatmaker-ii din Hip Hop, cat si din restul industriei muzicale. Multi tineri din New York,Detroit,New Jersey au inceput sa compuna muzica dance electronica (electro), un stil influentat initial de hip hop, apoi de techno si house ,mai ales de piesele house din Anglia. "Planet Rock" a influențat Hip Hop-ul dinafara NY la fel cum latin rap-ul a influențat trupe ca Expose si The Cover Girls, iar electro-hop-ul cu World Class Wreckin'Crew si Egyptian Lover.

### Politizarea (Militant rap)
In 1987,Public Enemy lanseaza "YO! Boom rush the show", iar un an mai tarziu apare si "By all means necessary" de Boogie Down Productions. Ambele albume sunt cu continut politic, fiind primele lucrari rap de acest gen. Bomb Squad, producătorul lui Public Enemy, intre timp, experimenta un nou mod de a produce instrumentale, mai tarziu aplicat pe albumele-simbol "It takes a nation of millions to hold us back" si "Fear of a black planet". In aceeasi perioada DJ Jazzy Jeff si The Fresh Prince(Will Smith) castiga primul Grammy Awards decernat unei piese rap.
In 1988-89 artistii de la NAtive Tongue Posse lanseaza primele albume ce anunta aparitia unui nou sub-stil:conscious rap, un stil cu negative ce provin din jazz si rime capricioase, deseori abordand tematici politice, fiind o trupa influențată de afrocentrismul promovat de Afrika Bambaataa si Zulu Nation. In 1991 A Tribe Called Quest lanseaza "The low end theory" ce a fost declarat unul dintre cele mai reusite albume jazz-rap si in general, unul dintre cele mai bune albume din istoria Hip Hop-ului.John Bush de la Allmusic a descris albumul drept: "One of the closest and most brilliant fusions of jazz atmosphere and hip hop attitude ever recorded".

### Rapul modern (1993-prezent)
In 1987 Ice-T lanseaza single-ul "6'n'the morning" ce devine unul din primele succese west coast rap si pista de decolare pentru gangsta-rap.In 1988 NWA lanseaza "Straight Outta Compton",album ce a transformat gangsta rap-ul intr-o cultura aparte datorita subiectelor atinse:dezastrul social,ilegalitatea in evolutie,criminalitatea la limite.Acest stil a avut un succes extraordinar ani in sir,fiind dezvoltat de multi artisti,printre care Tupac si Mobb Deep,chiar si in prezent se simte destul de des prezenta sa in cultura Hip Hop.In anii'90,gangsta-rap-ul incerca sa-si acceseze publicul,ceea ce s-a intamplat in 1992,cand Dr. Dre lanseaza "The Chronic".Albumul a pus baza noului stil,pe parcurs botezat G-FUNK,ce a devenit ca o carte de vizita pentru tot Weast Coast rap.Chiar daca Gangsta rap-ul si G-Funk-ul dominau ca stiluri preferate de capitala rap-ului nu-si pierduse importanta, integrandu-se treptat cu noile curente rap.

#### Hardcore rap
In 1992,Redman,de origine din New Jersey,ofera publicului albumul "Whut?Thee Album",fiind ajutat de Erick Sermon de la EPMD(Erick and Parish make Dollars),trupa ce se desfiinteaza in 1993, nu in cele mai bune conditii.Albumul lui Redman era un mix de party rap si funk,la fel ca si albumele celor de la EPMD.Prin piesele sale Redman a demonstrat ca scena Hip Hop din New Jersey e inca vie si ca East Coast rap nu se facea doar in NY.In 1993 Wu-Tang Clan scoate primul album,"Enter The Wu-Tang(36 chambers)".Aceasta lansare,alaturi de "Enta da stage" de Black Moon si "Backdafuckup" de ONYX a produs crearea unui nou sub-stil rap - Hardcore rap,un stil agresiv,violent,atat in versuri cat si la melodii.Mai tarziu acest stil a devenit sursa de inspiratie pentru Mobb Deep si B.I.G..Albumele celor de la Wu-Tang Clan au dominat auditoriul East Coast rap in anii '90 cu albumele "Liquid Swords" si "Only built 4 Cuban lynx".
In 1994 au debutat Nas cu "Illmatic" si B.I.G. cu "Ready 2 die",astfel atentia industriei muzicale revine asupra artistilor din NY.Nas a fost declarat ca al doilea Rakim,datorita flow-ului sau poetic si pentru stilul sau creat din teme ce descriau viata de strada si filozofia;B.I.G.,in schimb,a abordat un stil mai gangsta,incercand impreuna cu Puff Daddy,cel mai devotat prieten al sau,sa aduca gangsta rap-ul si pe East Coast.Reformarea orasului NY ca oras în care hip hop-ul evolueaza continuu a provocat o confruntare a marilor case discografice.Aceasta confruntare,initial facuta in baza vanzarilor,in scurt timp a degenerat intr-o lupta personala a artistilor,in cazul de fata intre Tupac si B.I.G. alaturi de Bad Boy Entertainment,proprietarul careia era Puff Daddy(Sean Combs).Aceasta lupta s-a incheiat in scurt timp,avand ca victime ambii rapperi rivali.In 1995,in timp ce lupta dintre casele de discuri era in toi,o trupa din Cleveland,Bone Thugs-N-Harmony,preluase o piesa de la Beatles ce,prelucrata,s-a transformat intr-un hit imediat:"The crossroads".Astfel,isi face aparitia oficial pe scena si midwest-ul,pe langa east si west coast.Stilul abordat de B.T-N-H era rapid si armonios,destul de placut si in scurt timp a fost adoptat de alti rapperi ca Twista si Do Or Die,iar mai tarziu si de rapperii inca necunoscuti din Chicago. In 1996 Jay-Z lanseaza un album intitulat "Reasonable doubt"în care reflecta viata unui traficant de droguri,ea devenita foarte populara in decurs de cateva luni dupa aparitia acestui album.Jay-Z mai avea si un feat.cu B.I.G.,acesta la randul sau pomenind de Tupac in piesa a provocat diss-ul dintre Tupac si ,respectiv,Jay-Z.Tot in 1996,Lil' Kim introduce in temele preferate ale rap-ului sexul hardcore,drogurile,banii si alte elemente dintr-un mod de viata indecent,lansand albumul "Hard Core",piesele caruia erau mai mult ca explicite,aceasta totusi nu a incurcat vanzarilor.Cel putin 2 milioane de exemplare s-au vandut,fapt ce a clasificat albumul ca un clasic,nemaivorbind de faptul ca acest eveniment a deschis strada spre scena Hip Hop multor voci feminine ce doreau sa faca rap,nu obligatoriu necenzurat si cu texte indecente.
Certurile si diss-urile dintre Death Row(Tupac - Hit'em up) si alti rapperi din East Coast,Southern si Chicago(Jermaine Dupri,So So Def si Da Brat) s-au incheiat in 1996,odata cu asasinarea lui Tupac,iar cateva luni mai tarziu aceeași soarta a impartit-o si Christopher Wallace(B.I.G.),in 1997.Moartea acestora a dus la degradarea caselor de discuri respective(Death Row a lui Suge Knight si Bad Boy Records a lui Sean Combs),fiind considerate vinovate de promovarea violentei fara limita si nu numai in contextul pieselor.Dupa moartea lui Tupac,majoritatea artistilor au intrerupt relatiile cu Death Row,astfel rap-ul West Coast dispare temporar din lumina reflectoarelor.Staruri ca Snoop Dogg si Daz au semnat contracte cu alte case de productie(No Limit a lui Master P si respectiv,So So Def a lui JD),iar Dr. Dre isi fondeaza Aftermath Entertainment si incepe sa lucreze artisti din East Coast ca Nas si The Firm(trupa din care facea parte si Nasir Jones(Nas)).Din cate-mi amintesc personal,in 1997 a fost creata o alianta formata din rapperi atat din East cat si din West Coast,in mod particular imi amintesc de piesa East/West Coast Killa semnata Group Therapy.Din aceasta trupa (proiect/alianta ar fi mai corect),faceau parte Dre,B-Real,Nas,KRS-One...nu-mi mai amintesc sigur.Oricum,obiectivul lor era de a opri violenta si ura intre rapperi,aceste evenimente avand loc la scurt timp dupa moartea lui B.I.G..

#### Epoca Bling(1998-2001)
In a doua jumatate a anilor '90,Southern USA a crescut continuu din punct de vedere artistic,scena Hip Hop dezvoltandu-se constant datorita trupei Outcast si a caselor de discuri No Limit si Cash Money Records.Intre timp,rap-ul tindea tot mai mult spre mixarea cu alte stiluri,dand nastere unor noi stiluri muzicale,de exemplu neo soul,un mix intre soul si rap ce a fost practicat de unii din cei mai renumiti artisti din acea perioada.In 1998,Big Pun isi face aparitia pe scena si ramane in memoria tuturor datorita capacitatii sale de a crea rime,nu datorita hainelor sale scumpe sau alte detalii estetice,in ultimul timp folosite des de rapperi,devenind si parte a pieselor(Puff Daddy,Jay-Z,ce cantau despre lifestyle-ul propriu).In 2000 Big Pun moare din cauza obezitatii,dar ramane si in prezent unul dintre MC-ii cei mai tari la crearea versurilor.Doi ani mai devreme,in '98,DMX debuteaza cu "It's dark and hell is hot",un album destul de rigid ce aminteste despre hardcore rap,dar partea buna e ca DMX nu aborda aceleasi teme ca si colegii sai mai comerciali,era mai realistic si textele sale aveau unele inclinatii filosofice.In anul urmator Dr. Dre lanseaza al doilea album al sau,"2001" ce lasa satisfacut tot auditoriul sau.Albumul a fost anuntat ca fiind de calitate odata cu aparitia single-ului "Forgot about Dre",un feat.de calitate cu Eminem.Datorita marelui succes obtinut,se organizeaza Up In Smoke Tour,turneu ce a re-valorizat imaginea proiectului Aftermath Entertainment si a lui Dre,destul de inactiv in ultimii ani.
Eminem isi marcheaza debutul oficial prin lansarea "The Slim Shady LP" in 2000,album ce alaturi de single-ul de pe "2001" a a vut un succes enorm, fiind un mod de exprimare intr-o cultura straina rapperi-lor albi.Fanii sai erau in primul rand tinerii din suburbiile metropolitan, care in scurt timp se regaseau in personalitatea sau piesele lui Slim Shady.Chiar daca albumul era foarte criticat pentru subiectele abordate,au fost vandute milioane de copii in scurt timp.Albumul lui Eminem a fost ca un bilet de intrare a rapperilor albi in hip hop-ul comercial,rezultatul obtinut fiind mult mai mare decat cel al rapperilor de la Beastie Boys.
In 2001,rivalitatea dintre Nas si Jay-Z era la culme,erau 2 din personajele Hip Hop de mare importanta.Acuze si ofense reciproce se fac prezente in albumele "Stillmatic" si "The Blueprint",la fel si in urmatoarele lor albume.Aceste albume au redat faima de odinioara ambilor rapperi,mai ales lui NAS.

#### Istoria recenta
Eminem a avut modul de a se cimenta ca emblema Hip Hop, in 2002 castigand Academy Awards la categoria Best Song pentru single-ul "Lose yourself".Filmul sau,"8 Mile",obtine un succes enorm mondial,iar sountrack-ul filmului il lanseaza oficial si pe noul next-star 50 Cent cu piesa "Wanksta" Primul protejator al lui 50 Cent a fost Jam Master Jay,asasinat de un necunoscut la iesirea din studiou cu cateva luni inainte ca Eminem si 50 Cent sa se cunoasca. De regula,cu cat erau mai periculosi,mai misteriosi rapperii,cu atat deveneau mai carismatici,ceea ce s-a si intamplat cu 50 Cent.In 2003,dupa cateva mixtape-uri proprii, el lanseaza albumul de debut "Get rich or die tryin'" produs de Eminem si Dr. Dre ce a avut un succes enorm,vanzarile fiind de cateva milioane de copii si la nivel mondial,datorita mass-mediei.In scurt timp,50 Cent si G-Unit,trupa sa proaspat creata au devenit importanti si au avut un succes continuu sub protectia Interscope Records.In 2004 Kanye West lanseaza "The college dropout",un album ce are mare succes datorita textelor reusite si a melodiilor facute pe baza pieselor soul vechi.Aceasta lansare,declaratia lui Jay-Z ca se retrage din rap,feuda dintre Beanie Seagel(Roc-A-Fella Records) si Jadakiss(Ruff Riders) au atras atentia asupra casei de productie Roc-A-Fella,atentie ce a făcut ca miscarea Dipset sa creasca rapid.Aceasta miscare era perioada de polularitate a lui Camron si a trupei sale,DipSet din Harlem,pe atunci Camron fiind la Roc-A-Fella Records.Albumul lui Kanye West a servit ca stimulant si pentru compatriotul sau din Chicago,Twista,cu care au creat single-ul "Slow jamz" ce in scurt timp a ajuns in top-urile clasamentelor mondiale.Kanye a produs instrumentalul pentru un alt single vestit,"Overnight Celebrity" de pe albumul "Kamikaze".In 2005 apare Common din Chicago,printre producatori isi face aparitia Danger Mouse;Raekwon declara aparitia noului album "Only built 4 cuban lynx II".In 2006 Kanye West lanseaza al doilea album,Ghostface Killah - al saptelea si Mobb Deep isi lanseaza albumul de debut cu G-Unit.

## Lista a stilurilor rap practicate de-a lungul anilor
A
- Alternative hip hop

C
- Chicano rap
- Chopped and screwed
- Christian hip hop
- Conscious hip hop
- Country rap
- Crunk
- Cumbia rap

D
- Drum and Bass

E
- East Coast hip hop
- Electro funk

F
- Freestyle (hip hop)

G
- G-funk
- Gangsta rap
- Ghettotech
- Grime

H
- Hardcore hip hop
- Hip hop soul
- Hip house
- Hip life
- Homo hop
- Horrorcore

I
- Instrumental hip hop

J
- Jazz rap

L
- Latin rap

M
- Mafioso rap
- Merenrap
- Miami bass
- Midwest rap

N
- Neo soul

N cont.
- Nerdcore hip hop
- New jack swing
- Nu metal

O
- Old school hip hop

P
- Pop rap

R
- Raggamuffin
- Rapcore
- Reggaeton

S
- Southern rap

T
- Trip hop
- Turntablism

U
- Underground hip hop
- Urban Pasifika

W
- West Coast hip hop